# Myrmecium aurantiacum
Myrmecium aurantiacum là một loài nhện trong họ Corinnidae.
Loài này thuộc chi Myrmecium. Myrmecium aurantiacum được Cândido Firmino de Mello-Leitão miêu tả năm 1941.